# Poschfenn
Das Poschfenn war ein sechs Hektar umfassender eutropher Flachsee in Stücken und Fresdorf, Ortsteilen der brandenburgischen Gemeinde Michendorf im Landkreis Potsdam-Mittelmark. Er liegt rund 23 Kilometer südwestlich von Berlin im Naturpark Nuthe-Nieplitz am Westrand des Saarmunder Endmoränenbogens, einem Ostausläufer der Zauche. Aufgrund der durch die klimatischen Veränderungen verursachten Grundwasserspiegelabsenkung ist das Poschfenn versiegt und nicht mehr vorhanden.

## Naturräumliche Lage und Naturschutz
Das Poschfenn befindet sich an der Landesstraße 73 zwischen den Dorfkernen von Stücken und Fresdorf auf der Gemarkung beider Orte, die Ortsteilgrenze verläuft durch den See. Das Fenn liegt in einer Senke des 61 Meter hohen Kesselbergs, der dem weichselglazialen Saarmunder Endmoränenbogen westlich vorgelagert ist. Die Senke erstreckt sich durch den Endmoränenbogen hindurch nach Osten und öffnet sich zu den Ungeheuerwiesen in der Nuthe-Nieplitz-Niederung, der eiszeitlichen Trebbin-Potsdamer Abflussbahn. Nach Westen, jenseits der Landesstraße, schließt sich ein weiteres Niederungsgebiet an, das von der sumpfigen Landschaft des Katzwinkels und des Fresdorfer Sees geprägt ist.
Der See liegt zwar nicht in der angrenzenden Nuthe-Nieplitz-Niederung, zählt aber zum Naturschutzgebiet Nuthe-Nieplitz-Niederung. Über die Festlegungen des Naturschutzgebietes hinaus ist das Poschfenn besonders geschützt – der Zutritt zum See und zu seiner Umgebung ist verboten. Zudem ist das Poschfenn Bestandteil des „Europäischen Vogelschutzgebietes Nuthe-Nieplitz-Niederung“ im Natura 2000-Netzwerk, das über die Niederung hinaus den Rangsdorfer See und das Landschaftsschutzgebiet Nuthetal-Beelitzer Sander einschließt.
Rund zwanzig Meter neben dem Ostausläufer passiert der hier sandige Europäische Fernwanderweg (E10), der von Rügen nach Ulldecona in Spanien verläuft, das Fenn, das trotz der Nähe vom Weg aus nicht sichtbar ist.

## Siehe auch

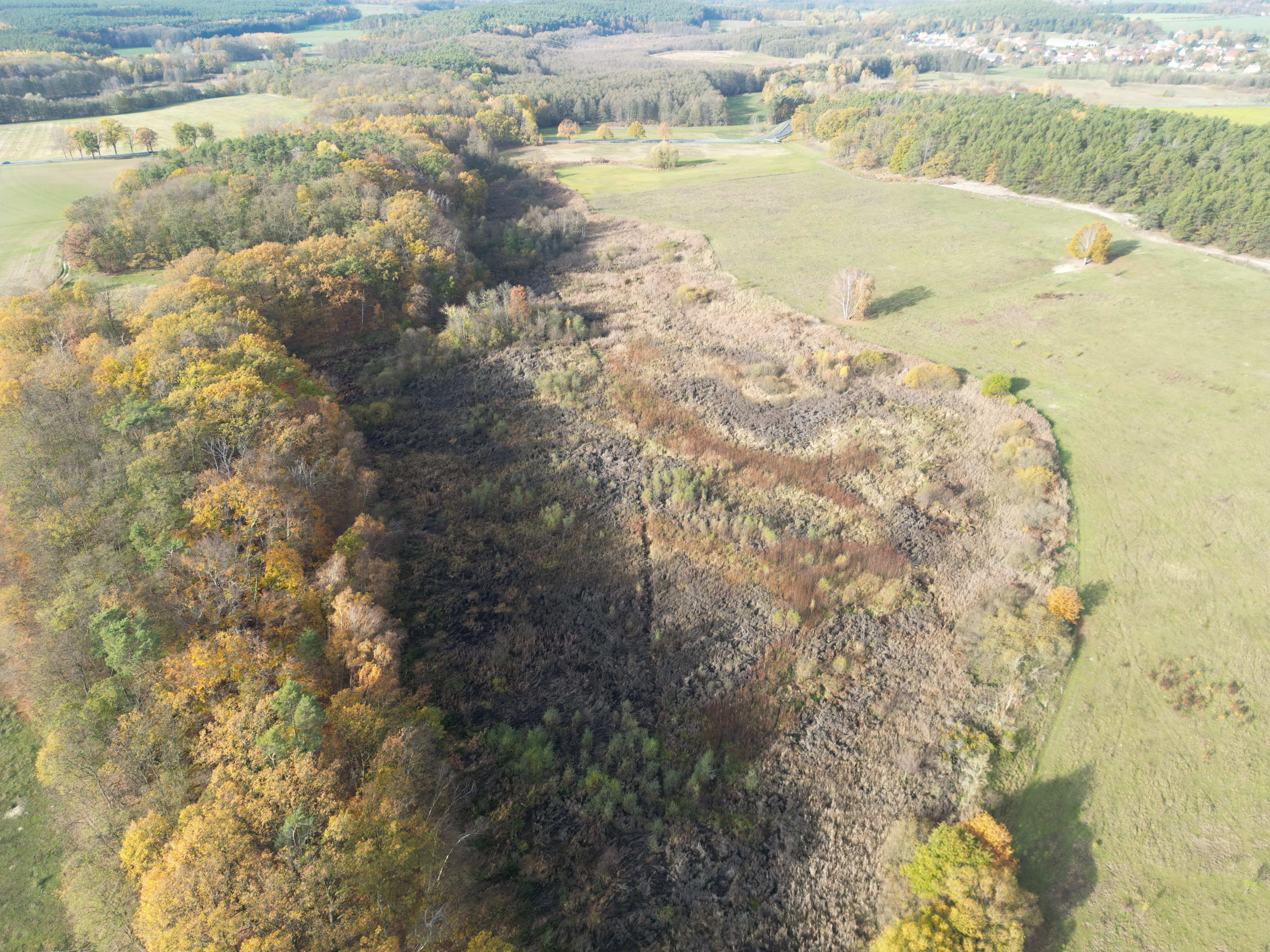
Blick von Südosten über das ehemalige Poschfenn.

## Limnologie

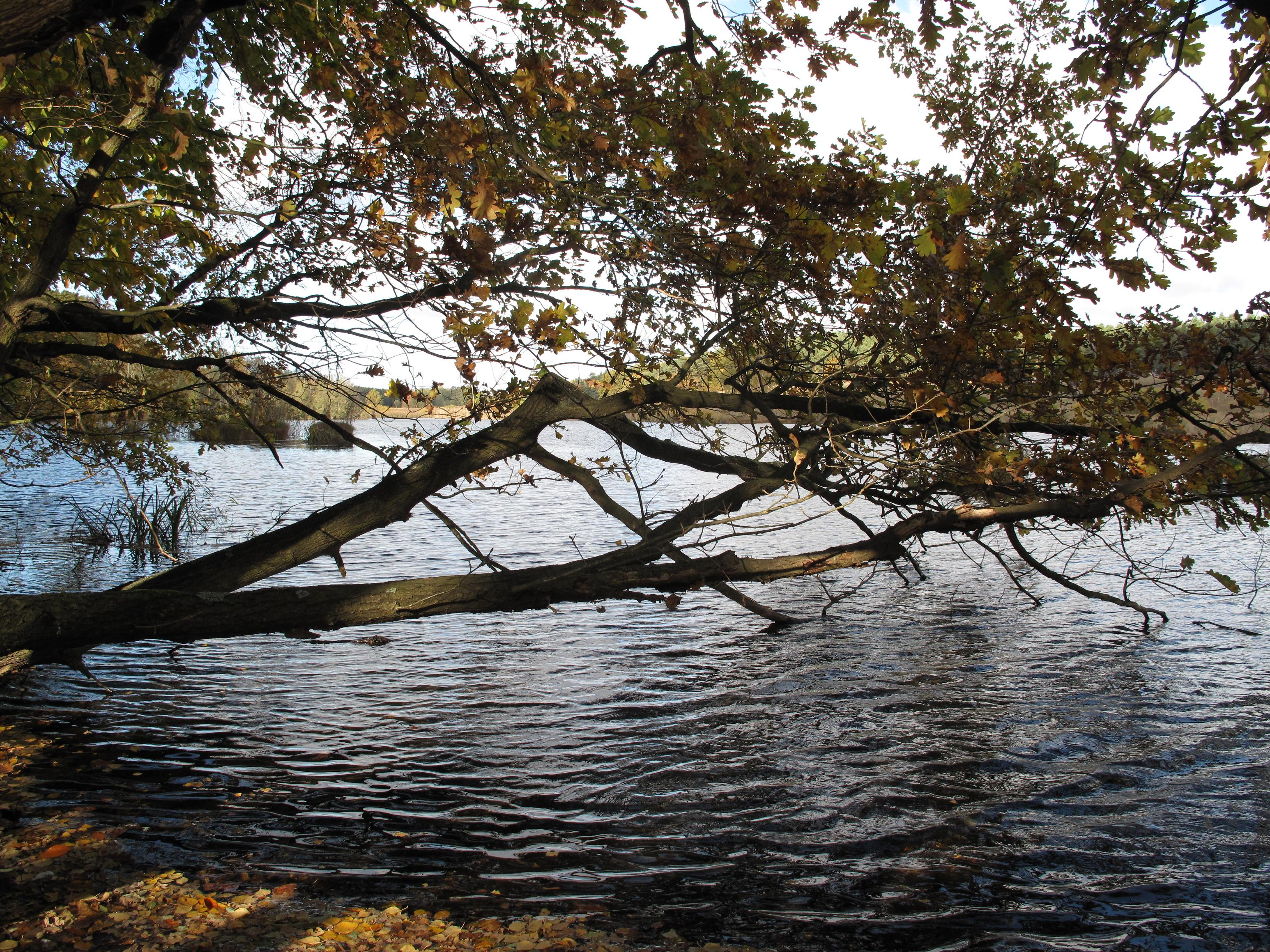
Poschfenn

Das Poschfenn umfasst 6,1924 Hektar und hat eine maximale Tiefe von einem Meter und eine mittlere Tiefe von 70 Zentimetern. Die Seelänge beträgt rund 600, seine Breite rund 150 Meter. Das langgestreckte Gewässer verläuft in West-Ost-Richtung am Fuß des südlichen Teils des Kesselberges, dessen bewaldeter Nordhang steilscharig zum Südufer des Fenns abfällt. Der regenwassergespeiste Flachsee liegt isoliert und hat keinen Abfluss.
Im Landschaftsrahmenplan charakterisierte der Landkreis Potsdam-Mittelmark das nährstoffreiche Gewässer mit Stand 2000 als hoch polytroph und gab als natürliche Trophie einen schwach polytrophen Zustand (Stufe IV im Trophiesystem) an. 2008 stufte das Landesumweltamt Brandenburg den See hingegen als eutroph (Trophiestufe III) ein.

## Flora und Fauna

### Pflanzen

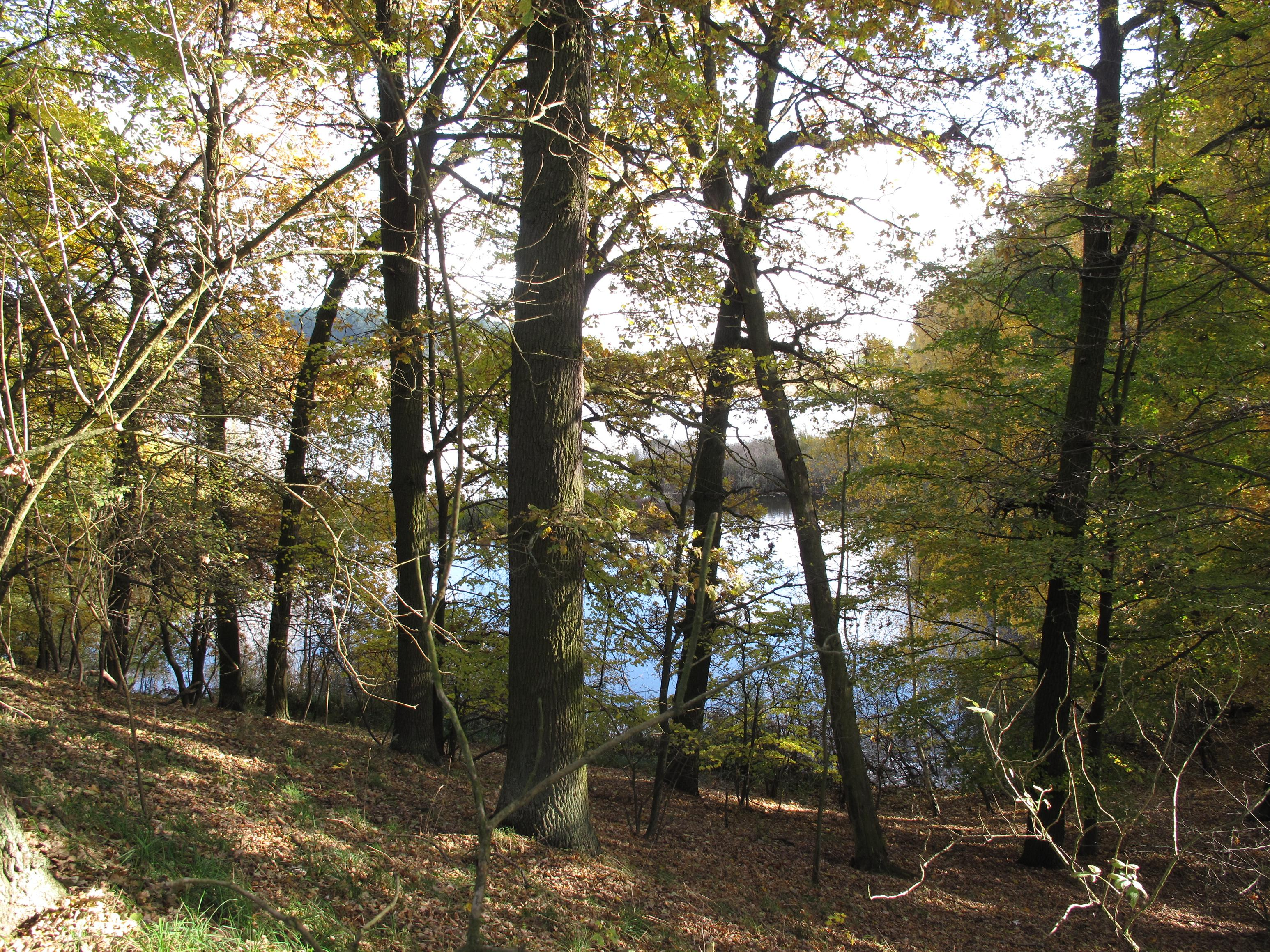
Hang des Kesselbergs über dem steilscharigen Südufer

Das Poschfenn besitzt eine gut entwickelte Submersvegetation mit Hornblatt und Tausendblatt. Ein schmaler, am Nordufer auch breiterer Röhrichtstreifen umgibt das Gewässer. Das steilscharige Südufer ist von Mischwald bestanden. Erlenbrüche bestimmen die Ostausläufer des Moorgewässers hin zu den teilvernässten Ungeheuerwiesen. Das leicht ansteigende Gelände über dem Nordufer nimmt eine ausgedehnte ehemalige Ackerfläche mit Trockenrasenbeständen ein, die als Weide (mit Stand 2010 Pferdeweide) genutzt wird. Auf ihren trockenen Ruderalstellen ergaben floristische Kartierungen den Nachweis der Arten Taraxacum hamatiforme und Taraxacum marchicum nom. provisorium aus der Löwenzahngattung

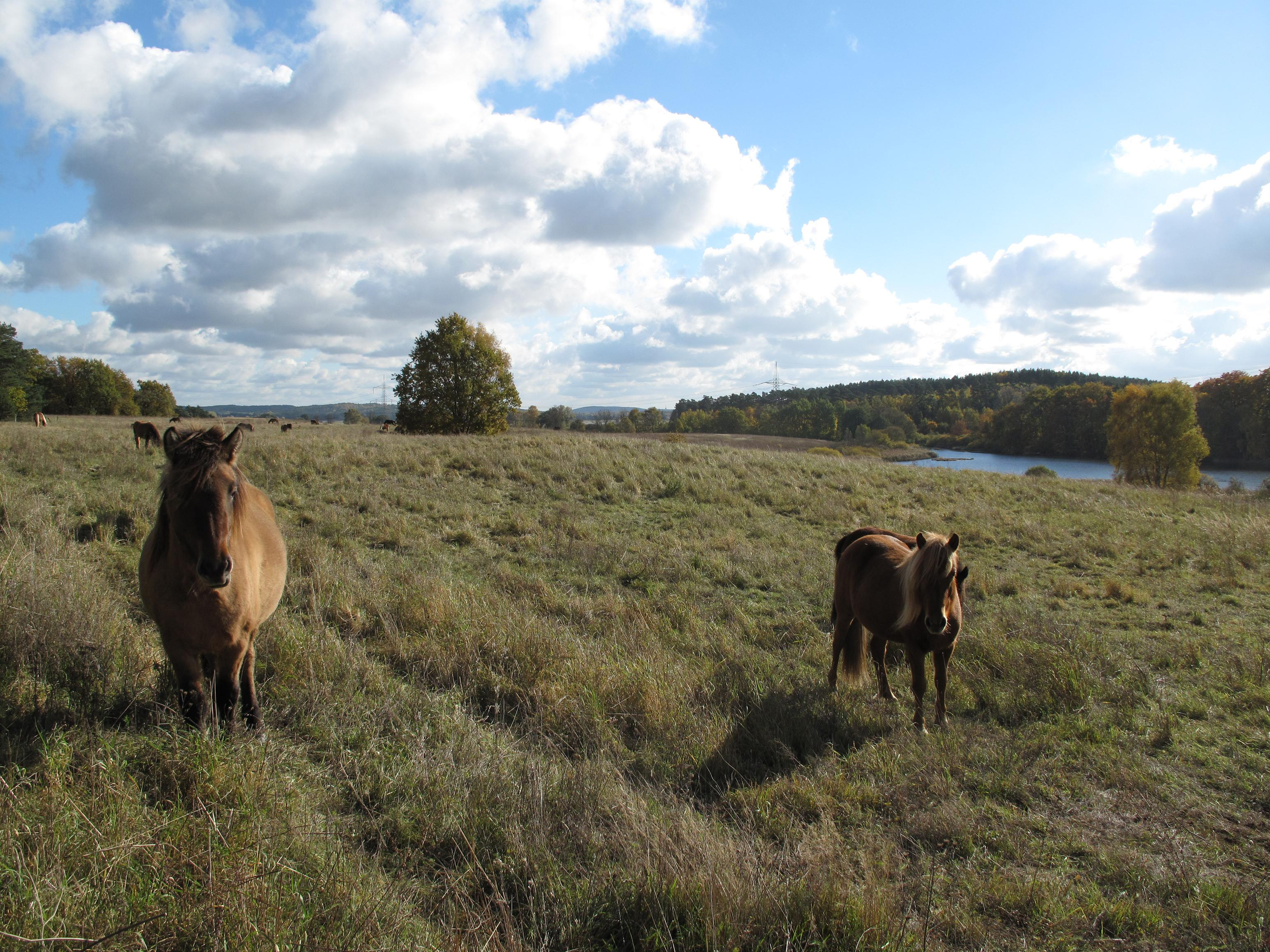
Pferdeweide (ehemalige Ackerfläche) über dem Nordufer

Zudem sind die sandigen, kalkarmen ehemaligen Ackerflächen am Hang des Kesselberges Standort gefährdeter Ackerwildkräuter wie Feldrittersporn und Lämmersalat. Jahrzehntelang als Unkraut bekämpft, stehen die Pflanzen heute auf der Roten Liste Brandenburgs (Stufe 3, gefährdet), der Lämmersalat ist in einigen Bundesländern vom Aussterben bedroht (Stufe 1). Wegen des großen Anteils am Gesamtaufkommen hat Deutschland eine hohe Verantwortlichkeit für den Schutz dieser monotypischen Gattung aus der Familie der Korbblütler. Mit gezielten Maßnahmen bemüht sich der Landschafts-Förderverein Nuthe-Nieplitz-Niederung e.V. seit 1992 um den Erhalt der beiden Wildkräuter, die nur bei speziell angepasster Flächennutzung Überlebenschancen haben. Nachdem die vormalige Schafbeweidung zu rückläufigen Beständen geführt hatte, simulierte der Verein 1997 erstmals durch das Eggen von Teilflächen die ursprüngliche Ackernutzung. 2005 wurde der experimentelle Einsatz der Scheibenegge mit Erfolg wiederholt.

### Tiere
Das Poschfenn und seine sandigen Uferzonen sind Lebensraum verschiedener Frosch- und die Trockenrasenbereiche vieler Bienenarten. Es ist Brutgebiet für Zwergtaucher, verschiedene Entenarten sowie im Frühjahr und Herbst Brutgebiet und Schlafplatz für rastende Graugänse. Die Ornithologische Arbeitsgruppe des Landschaftsfördervereins führt in dem SPA-Gebiet der Niederung regelmäßige Beobachtungen durch. Dabei stellten die Vogelkundler bei der Wasservogelzählung im September 2010 folgende Bestände am Poschfenn fest: zwei Höckerschwäne, 61 Schnatterenten (laut Roter Liste in Brandenburg extrem selten), 22 Krickenten (in Brandenburg stark gefährdet), zwei Zwergtaucher (in Brandenburg gefährdet) und 18 Blässhühner. Nach Beobachtungen der „Arbeitsgemeinschaft Berlin-Brandenburgischer Ornithologen“ des NABU sind ferner Haubenmeisen und Weidenmeisen in dem Gebiet heimisch.